# Bahnstrecke Christchurch–Picton
| Doppelstockbrücke über den Awatere River bei Seddon: oben: Coastal Pacific, unten: Highway 1 |                   |                                                 |                                                 |
| Streckenlänge: | 601 km            |                                                 |                                                 |
| Spurweite: | 1067 mm (Kapspur) |                                                 |                                                 |
| |                   |                                                 |                                                 |
| \| \| \| von Invercargill \| \| \| \| \| \| \| \| \| 0,0 \| Christchurch \| Christchurch \| \| \| \| \| \| \| \| \| nach Lyttelton \| \| \| \| 2,03 \| Riccarton \| Riccarton \| \| \| 3,79 \| Bryndwr \| Bryndwr \| \| \| 5,33 \| Papanui \| Papanui \| \| \| 8,58 \| Styx \| Styx \| \| \| 11,32 \| Belfast \| Belfast \| \| \| 12,41 \| Chaneys \| Chaneys \| \| \| 15,22 \| Kainga \| Kainga \| \| \| \| \| \| \| \| \| Waimakariri \| \| \| \| \| \| \| \| \| 18,95 \| Kaiapoi \| Kaiapoi \| \| \| \| Eyreton Junction \| \| \| \| \| Bahnstrecke Kaiapoi–Bennetts Junction \| \| \| \| 23,29 \| Flaxton \| Flaxton \| \| \| 27,15 \| Southbrock \| Southbrock \| \| \| \| Bahnstrecke Rangiora–Sheffield \| \| \| \| 30,11 \| Rangiora \| Rangiora \| \| \| \| \| \| \| \| \| Ashley River \| \| \| \| 32,87 \| Ashley \| Ashley \| \| \| \| \| \| \| \| \| Beatties Road \| \| \| \| 39,53 \| Sefton \| Sefton \| \| \| 44,90 \| Balcairn \| Balcairn \| \| \| \| Kowhai \| \| \| \| 49,92 \| Grays Road \| Grays Road \| \| \| 51,57 \| Amberley \| Amberley \| \| \| 55,91 \| Greneys Roas \| Greneys Roas \| \| \| 58,25 \| Glasnevin \| Glasnevin \| \| \| \| Waipara \| \| \| \| 62,88 \| Waipara \| Waipara \| \| \| \| Bahnstrecke Waipara–Waiau \| \| \| \| 72,32 \| Omihi \| Omihi \| \| \| 76,98 \| Spye \| Spye \| \| \| 86,09 \| Scargill \| Scargill \| \| \| 93,15 \| Greta \| Greta \| \| \| \| Hurunui \| \| \| \| 100,02 \| Ethelton \| Ethelton \| \| \| 105,43 \| Tormore \| Tormore \| \| \| 113,54 \| Domett \| Domett \| \| \| \| Nonoti[Anm. 1] \| \| \| \| 119,57 \| Mina (Bahnhof von Cheviot) \| Mina (Bahnhof von Cheviot) \| \| \| 125,92 \| Phoebe \| Phoebe \| \| \| 129,18 \| Spotswood \| Spotswood \| \| \| \| Waiau Uwha River \| \| \| \| 133,19 \| Parnassus \| Parnassus \| \| \| \| abgebrochene Verlängerung von 1912–1914 \| \| \| \| \| Conway \| \| \| \| 143,48 \| Ferniehurst \| Ferniehurst \| \| \| 152,27 \| Hundalee \| Hundalee \| \| \| 157,98 \| Claverly \| Claverly \| \| \| \| Tunnel Nr. 1 (76 m) \| \| \| \| \| Tunnel Nr. 2 (51 m) \| \| \| \| \| Amuri Bluff-Tunnel (975 m) \| \| \| \| \| ehem. Tunnel Nr. 4, geschlitzt (188 m) \| \| \| \| 168,35 \| Oaro \| Oaro \| \| \| \| Tunnel Nr. 5 (208 m) \| \| \| \| 172,28 \| Goose Bay \| Goose Bay \| \| \| \| Raramai Road-Tunnel (114 m) \| \| \| \| \| Tunnel Nr. 8 (154 m) \| \| \| \| \| Tunnel Nr. 9 (253 m) \| \| \| \| \| Tunnel Nr. 10 (100 m) \| \| \| \| \| Kowhai-Tunnel (313 m) \| \| \| \| \| Parititahi-Tunnel (897 m) \| \| \| \| \| Tunnel Nr. 13 (116 m) \| \| \| \| \| Rileys Hill-Tunnel (452 m) \| \| \| \| \| Kahutara \| \| \| \| 180,67 \| Puketa \| Puketa \| \| \| 184,18 \| Kowhai \| Kowhai \| \| \| \| Kowhai \| \| \| \| 191,12 \| Kaikoura \| Kaikoura \| \| \| \| Hapuku \| \| \| \| 201,02 \| Hapuku \| Hapuku \| \| \| \| Mangamaunu \| \| \| \| \| Tunnel Nr. 15 (217 m) \| \| \| \| \| Tunnel Nr. 16 (123 m) \| \| \| \| \| Tunnel Nr. 17 (187 m) \| \| \| \| \| Rakautara \| \| \| \| \| Shands-Tunnel (209 m) \| \| \| \| \| Tunnel Nr. 19 (642 m) \| \| \| \| \| Tunnel Nr. 20 (130 m) \| \| \| \| 226,34 \| Clarence \| Clarence \| \| \| 236,82 \| Parikawa \| Parikawa \| \| \| 246,92 \| Kekerengu \| Kekerengu \| \| \| 256,17 \| Wharanui \| Wharanui \| \| \| \| Waima \| \| \| \| \| New Zealand State Highway 1[Anm. 2] \| \| \| \| 263,39 \| Mirza \| Mirza \| \| \| 270,95 \| Ward \| Ward \| \| \| 276,82 \| Taimate \| Taimate \| \| \| 281,00 \| Hauwai \| Hauwai \| \| \| \| Damm durch den Lake Grassmere/Kapara Te Hau \| \| \| \| \| \| \| \| \| 284,21 \| Lake Grassmere/Kapara Te Hau \| Lake Grassmere/Kapara Te Hau \| \| \| 287,94 \| Blind River \| Blind River \| \| \| 294,40 \| Seddon \| Seddon \| \| \| \| Awatere River (Marlborough) (Doppelstockbrücke) \| \| \| \| 298,00 \| Dashwood \| Dashwood \| \| \| \| ehem. Tunnel Nr. 22 (70 m, 1981 geschlitzt) \| \| \| \| \| ehem. Tunnel Nr. 23 (20 m, ca. 1979 geschlitzt) \| \| \| \| 311,77 \| Vernon \| Vernon \| \| \| \| Riverlands \| \| \| \| \| Flughafen Woodbourne (Anschlussgleis) \| \| \| \| \| Blenheim Riverside Railway (610-mm-Spur) \| \| \| \| 319,50 \| Blenheim \| Blenheim \| \| \| 322,83 \| Grovetown \| Grovetown \| \| \| 325,41 \| Spring Creek Güterbahnhof Blenheim \| Spring Creek Güterbahnhof Blenheim \| \| \| \| Wairau \| \| \| \| 328,57 \| Tuamarina \| Tuamarina \| \| \| \| ehem. Tunnel Nr. 24 (geschlitzt) \| \| \| \| 326,18 \| Para \| Para \| \| \| 338,66 \| Koromiko \| Koromiko \| \| \| 341,85 \| Mount Pleasant \| Mount Pleasant \| \| \| 344,87 \| Elevation \| Elevation \| \| \| \| \| \| \| \| 347,98 \| Picton \| Picton \| \| \| \| Wharf \| \| \| \| \| Trajekt nach Wellington (nur Güterverkehr) \| \| \| \| \| Interislander \| \| \| \| \| \| \| \| Quellen: [1][2] \| \| \| \| |                   |                                                 |                                                 |
| Strecke |                   | von Invercargill                                | von Invercargill                                |
| Strecke von links · Abzweig geradeaus und nach rechts |                   |                                                 |                                                 |
| Strecke · Bahnhof | 0,0               | Christchurch                                    | Christchurch                                    |
| Abzweig geradeaus und ehemals von links · Abzweig geradeaus und ehemals von rechts |                   |                                                 |                                                 |
| Strecke nach rechts · Strecke |                   | nach Lyttelton                                  | nach Lyttelton                                  |
| ehemaliger Bahnhof | 2,03              | Riccarton                                       | Riccarton                                       |
| ehemaliger Bahnhof | 3,79              | Bryndwr                                         | Bryndwr                                         |
| ehemaliger Bahnhof | 5,33              | Papanui                                         | Papanui                                         |
| ehemaliger Bahnhof | 8,58              | Styx                                            | Styx                                            |
| ehemaliger Bahnhof | 11,32             | Belfast                                         | Belfast                                         |
| ehemaliger Bahnhof | 12,41             | Chaneys                                         | Chaneys                                         |
| ehemaliger Bahnhof | 15,22             | Kainga                                          | Kainga                                          |
| Strecke von links (außer Betrieb) · Abzweig geradeaus und ehemals nach rechts |                   |                                                 |                                                 |
| Brücke über Wasserlauf (Strecke außer Betrieb) · Brücke über Wasserlauf |                   | Waimakariri                                     | Waimakariri                                     |
| Strecke nach links (außer Betrieb) · Abzweig geradeaus und ehemals von rechts |                   |                                                 |                                                 |
| ehemaliger Bahnhof | 18,95             | Kaiapoi                                         | Kaiapoi                                         |
| Abzweig geradeaus und ehemals nach links · Strecke von rechts (außer Betrieb) |                   | Eyreton Junction                                | Eyreton Junction                                |
| Strecke · Strecke (außer Betrieb) |                   | Bahnstrecke Kaiapoi–Bennetts Junction           | Bahnstrecke Kaiapoi–Bennetts Junction           |
| ehemaliger Bahnhof | 23,29             | Flaxton                                         | Flaxton                                         |
| ehemaliger Bahnhof | 27,15             | Southbrock                                      | Southbrock                                      |
| Abzweig geradeaus und ehemals von links |                   | Bahnstrecke Rangiora–Sheffield                  | Bahnstrecke Rangiora–Sheffield                  |
| Bahnhof | 30,11             | Rangiora                                        | Rangiora                                        |
| Abzweig geradeaus und ehemals nach links · Strecke von rechts (außer Betrieb) |                   |                                                 |                                                 |
| Brücke über Wasserlauf · Brücke über Wasserlauf (Strecke außer Betrieb) |                   | Ashley River                                    | Ashley River                                    |
| Strecke · Bahnhof (Strecke außer Betrieb) | 32,87             | Ashley                                          | Ashley                                          |
| Abzweig geradeaus und ehemals von links · Strecke nach rechts (außer Betrieb) |                   |                                                 |                                                 |
| Blockstelle |                   | Beatties Road                                   | Beatties Road                                   |
| ehemaliger Bahnhof | 39,53             | Sefton                                          | Sefton                                          |
| ehemaliger Bahnhof | 44,90             | Balcairn                                        | Balcairn                                        |
| Brücke über Wasserlauf |                   | Kowhai                                          | Kowhai                                          |
| ehemaliger Bahnhof | 49,92             | Grays Road                                      | Grays Road                                      |
| ehemaliger Bahnhof | 51,57             | Amberley                                        | Amberley                                        |
| ehemaliger Bahnhof | 55,91             | Greneys Roas                                    | Greneys Roas                                    |
| ehemaliger Bahnhof | 58,25             | Glasnevin                                       | Glasnevin                                       |
| Brücke über Wasserlauf |                   | Waipara                                         | Waipara                                         |
| Dienststation / Betriebs- oder Güterbahnhof | 62,88             | Waipara                                         | Waipara                                         |
| Abzweig geradeaus und nach links |                   | Bahnstrecke Waipara–Waiau                       | Bahnstrecke Waipara–Waiau                       |
| ehemaliger Bahnhof | 72,32             | Omihi                                           | Omihi                                           |
| ehemaliger Bahnhof | 76,98             | Spye                                            | Spye                                            |
| Dienststation / Betriebs- oder Güterbahnhof | 86,09             | Scargill                                        | Scargill                                        |
| ehemaliger Bahnhof | 93,15             | Greta                                           | Greta                                           |
| Brücke über Wasserlauf |                   | Hurunui                                         | Hurunui                                         |
| ehemaliger Bahnhof | 100,02            | Ethelton                                        | Ethelton                                        |
| Dienststation / Betriebs- oder Güterbahnhof | 105,43            | Tormore                                         | Tormore                                         |
| ehemaliger Bahnhof | 113,54            | Domett                                          | Domett                                          |
| ehemaliger Bahnhof |                   | Nonoti                                          | Nonoti                                          |
| ehemaliger Bahnhof | 119,57            | Mina (Bahnhof von Cheviot)                      | Mina (Bahnhof von Cheviot)                      |
| ehemaliger Bahnhof | 125,92            | Phoebe                                          | Phoebe                                          |
| Dienststation / Betriebs- oder Güterbahnhof | 129,18            | Spotswood                                       | Spotswood                                       |
| Brücke über Wasserlauf |                   | Waiau Uwha River                                | Waiau Uwha River                                |
| ehemaliger Bahnhof | 133,19            | Parnassus                                       | Parnassus                                       |
| Abzweig geradeaus und ehemals nach links |                   | abgebrochene Verlängerung von 1912–1914         | abgebrochene Verlängerung von 1912–1914         |
| Brücke über Wasserlauf |                   | Conway                                          | Conway                                          |
| Dienststation / Betriebs- oder Güterbahnhof | 143,48            | Ferniehurst                                     | Ferniehurst                                     |
| ehemaliger Bahnhof | 152,27            | Hundalee                                        | Hundalee                                        |
| ehemaliger Bahnhof | 157,98            | Claverly                                        | Claverly                                        |
| Tunnel |                   | Tunnel Nr. 1 (76 m)                             | Tunnel Nr. 1 (76 m)                             |
| Tunnel |                   | Tunnel Nr. 2 (51 m)                             | Tunnel Nr. 2 (51 m)                             |
| Tunnel |                   | Amuri Bluff-Tunnel (975 m)                      | Amuri Bluff-Tunnel (975 m)                      |
| |                   | ehem. Tunnel Nr. 4, geschlitzt (188 m)          |                                                 |
| Dienststation / Betriebs- oder Güterbahnhof | 168,35            | Oaro                                            | Oaro                                            |
| Tunnel |                   | Tunnel Nr. 5 (208 m)                            | Tunnel Nr. 5 (208 m)                            |
| ehemaliger Bahnhof | 172,28            | Goose Bay                                       | Goose Bay                                       |
| Tunnel |                   | Raramai Road-Tunnel (114 m)                     | Raramai Road-Tunnel (114 m)                     |
| Tunnel |                   | Tunnel Nr. 8 (154 m)                            | Tunnel Nr. 8 (154 m)                            |
| Tunnel |                   | Tunnel Nr. 9 (253 m)                            | Tunnel Nr. 9 (253 m)                            |
| Tunnel |                   | Tunnel Nr. 10 (100 m)                           | Tunnel Nr. 10 (100 m)                           |
| Tunnel |                   | Kowhai-Tunnel (313 m)                           | Kowhai-Tunnel (313 m)                           |
| Tunnel |                   | Parititahi-Tunnel (897 m)                       | Parititahi-Tunnel (897 m)                       |
| Tunnel |                   | Tunnel Nr. 13 (116 m)                           | Tunnel Nr. 13 (116 m)                           |
| Tunnel |                   | Rileys Hill-Tunnel (452 m)                      | Rileys Hill-Tunnel (452 m)                      |
| Brücke über Wasserlauf |                   | Kahutara                                        | Kahutara                                        |
| ehemaliger Bahnhof | 180,67            | Puketa                                          | Puketa                                          |
| ehemaliger Bahnhof | 184,18            | Kowhai                                          | Kowhai                                          |
| Brücke über Wasserlauf |                   | Kowhai                                          | Kowhai                                          |
| Bahnhof | 191,12            | Kaikoura                                        | Kaikoura                                        |
| Brücke über Wasserlauf |                   | Hapuku                                          | Hapuku                                          |
| Dienststation / Betriebs- oder Güterbahnhof | 201,02            | Hapuku                                          | Hapuku                                          |
| ehemaliger Bahnhof |                   | Mangamaunu                                      | Mangamaunu                                      |
| Tunnel |                   | Tunnel Nr. 15 (217 m)                           | Tunnel Nr. 15 (217 m)                           |
| Tunnel |                   | Tunnel Nr. 16 (123 m)                           | Tunnel Nr. 16 (123 m)                           |
| Tunnel |                   | Tunnel Nr. 17 (187 m)                           | Tunnel Nr. 17 (187 m)                           |
| ehemaliger Bahnhof |                   | Rakautara                                       | Rakautara                                       |
| Tunnel |                   | Shands-Tunnel (209 m)                           | Shands-Tunnel (209 m)                           |
| Tunnel |                   | Tunnel Nr. 19 (642 m)                           | Tunnel Nr. 19 (642 m)                           |
| Tunnel |                   | Tunnel Nr. 20 (130 m)                           | Tunnel Nr. 20 (130 m)                           |
| ehemaliger Bahnhof | 226,34            | Clarence                                        | Clarence                                        |
| Dienststation / Betriebs- oder Güterbahnhof | 236,82            | Parikawa                                        | Parikawa                                        |
| ehemaliger Bahnhof | 246,92            | Kekerengu                                       | Kekerengu                                       |
| Dienststation / Betriebs- oder Güterbahnhof | 256,17            | Wharanui                                        | Wharanui                                        |
| Brücke über Wasserlauf |                   | Waima                                           | Waima                                           |
| Strecke mit Straßenbrücke |                   | New Zealand State Highway 1                     | New Zealand State Highway 1                     |
| ehemaliger Bahnhof | 263,39            | Mirza                                           | Mirza                                           |
| ehemaliger Bahnhof | 270,95            | Ward                                            | Ward                                            |
| ehemaliger Bahnhof | 276,82            | Taimate                                         | Taimate                                         |
| ehemaliger Bahnhof | 281,00            | Hauwai                                          | Hauwai                                          |
| |                   | Damm durch den Lake Grassmere/Kapara Te Hau     |                                                 |
| |                   |                                                 |                                                 |
| Dienststation / Betriebs- oder Güterbahnhof | 284,21            | Lake Grassmere/Kapara Te Hau                    | Lake Grassmere/Kapara Te Hau                    |
| ehemaliger Bahnhof | 287,94            | Blind River                                     | Blind River                                     |
| Dienststation / Betriebs- oder Güterbahnhof | 294,40            | Seddon                                          | Seddon                                          |
| Brücke über Wasserlauf |                   | Awatere River (Marlborough) (Doppelstockbrücke) | Awatere River (Marlborough) (Doppelstockbrücke) |
| ehemaliger Bahnhof | 298,00            | Dashwood                                        | Dashwood                                        |
| |                   | ehem. Tunnel Nr. 22 (70 m, 1981 geschlitzt)     |                                                 |
| |                   | ehem. Tunnel Nr. 23 (20 m, ca. 1979 geschlitzt) |                                                 |
| Dienststation / Betriebs- oder Güterbahnhof | 311,77            | Vernon                                          | Vernon                                          |
| ehemaliger Bahnhof |                   | Riverlands                                      | Riverlands                                      |
| Abzweig geradeaus und ehemals von links |                   | Flughafen Woodbourne (Anschlussgleis)           | Flughafen Woodbourne (Anschlussgleis)           |
| Kreuzung mit U-Bahn geradeaus oben |                   | Blenheim Riverside Railway (610-mm-Spur)        | Blenheim Riverside Railway (610-mm-Spur)        |
| Haltepunkt / Haltestelle | 319,50            | Blenheim                                        | Blenheim                                        |
| ehemaliger Bahnhof | 322,83            | Grovetown                                       | Grovetown                                       |
| Dienststation / Betriebs- oder Güterbahnhof | 325,41            | Spring Creek Güterbahnhof Blenheim              | Spring Creek Güterbahnhof Blenheim              |
| Brücke über Wasserlauf |                   | Wairau                                          | Wairau                                          |
| ehemaliger Bahnhof | 328,57            | Tuamarina                                       | Tuamarina                                       |
| |                   | ehem. Tunnel Nr. 24 (geschlitzt)                |                                                 |
| ehemaliger Bahnhof | 326,18            | Para                                            | Para                                            |
| ehemaliger Bahnhof | 338,66            | Koromiko                                        | Koromiko                                        |
| ehemaliger Bahnhof | 341,85            | Mount Pleasant                                  | Mount Pleasant                                  |
| ehemaliger Bahnhof | 344,87            | Elevation                                       | Elevation                                       |
| Abzweig geradeaus und nach links · Strecke von rechts |                   |                                                 |                                                 |
| Kopfbahnhof Streckenende · Strecke | 347,98            | Picton                                          | Picton                                          |
| Bahnhof |                   | Wharf                                           | Wharf                                           |
| Eisenbahnfähre |                   | Trajekt nach Wellington (nur Güterverkehr)      | Trajekt nach Wellington (nur Güterverkehr)      |
| |                   | Interislander                                   |                                                 |
| |                   |                                                 |                                                 |
| Quellen: |                   |                                                 |                                                 |

Die Bahnstrecke Christchurch–Picton (Main North Line) ist eine knapp 350 km lange Bahnstrecke auf der Südinsel von Neuseeland, die Christchurch mit dem Hafen von Picton verbindet. Zugleich bildet sie zusammen mit der Bahnstrecke Lyttelton–Invercargill (Main South Line) die South Island Main Trunk Railway, eine Relation, die sich nahezu über die gesamte Länge der Insel in Nord-Süd-Richtung erstreckt. Die Strecke hat Kapspur (1067 mm), die neuseeländische Standardspur, ist eingleisig und nicht elektrifiziert.
Die Strecke war das längst dauernde Eisenbahnbauprojekt in der Geschichte Neuseelands: Ersten Abschnitte entstanden in den 1870er Jahren, fertiggestellt wurde sie 1945 und das Trajekt zwischen Picton und Wellington verkehrt erst seit 1962.

## Verkehrsgeografische Lage
Die Strecke ist heute ein wichtiges Bindeglied im Eisenbahnnetz Neuseelands. In Picton schließt ein Trajekt nach Wellington (Interislander Ferry) an, südlich des Bahnhofs Christchurch die Bahnstrecke Lyttelton–Invercargill.
Diese heute völlig konsequent erscheinende Streckenführung von Nord nach Süd fehlte aber in den ersten 100 Jahren des Betriebs der Strecke: Der Güterfernverkehr innerhalb Neuseelands erfolgte bis Mitte des 20. Jahrhunderts weitgehend über die Küstenschifffahrt. Der Personenverkehr nutzte Fähren, die zwischen der südlichsten Metropolregion der Nordinsel (Wellington) und dem nördlichsten Siedlungsschwerpunkt der Südinsel (Christchurch) verkehrten. Dort nutzten sie den Hafen von Lyttelton. Vom Eisenbahnknoten Christchurch aus fuhren die Reisenden dann mit der Bahn sowohl nach Norden als auch nach Süden weiter.
Als das Bedürfnis nach beschleunigten Verbindungen in der Zeit nach dem Zweiten Weltkrieg wuchs, wurde 1962 der Fährdienst zwischen Picton Harbour und Wellington aufgenommen, die National Airways Corporation setzte ab 1968 Boeing 737-200-Flugzeuge auf den wichtigsten Inlandstrecken ein und am 10. April 1968 sank die Fähre TEV Wahine. All das führte dazu, dass die Zahl der Reisenden, die den Fährdienst zwischen Christchurch und Wellington nutzten, drastisch sank. Er verkehrte am 14. September 1976 zum letzten Mal. Auch der Güterverkehr wurde zunehmend zeitempfindlich und verlagerte sich von der Küstenschifffahrt auf den Landverkehr. Auch setzte sich in vielen Bereichen der Container-Verkehr durch, wovon der Eisenbahntransport profitierte. Erst diese Entwicklungen führten dazu, dass sich die Bahnstrecke Christchurch–Picton heute als Bestandteil einer durchgehenden Verbindung Auckland–Wellington–Picton–Christchurch–Dunedin–Invercargill–Bluff präsentiert.

## Infrastruktur

### Ansätze

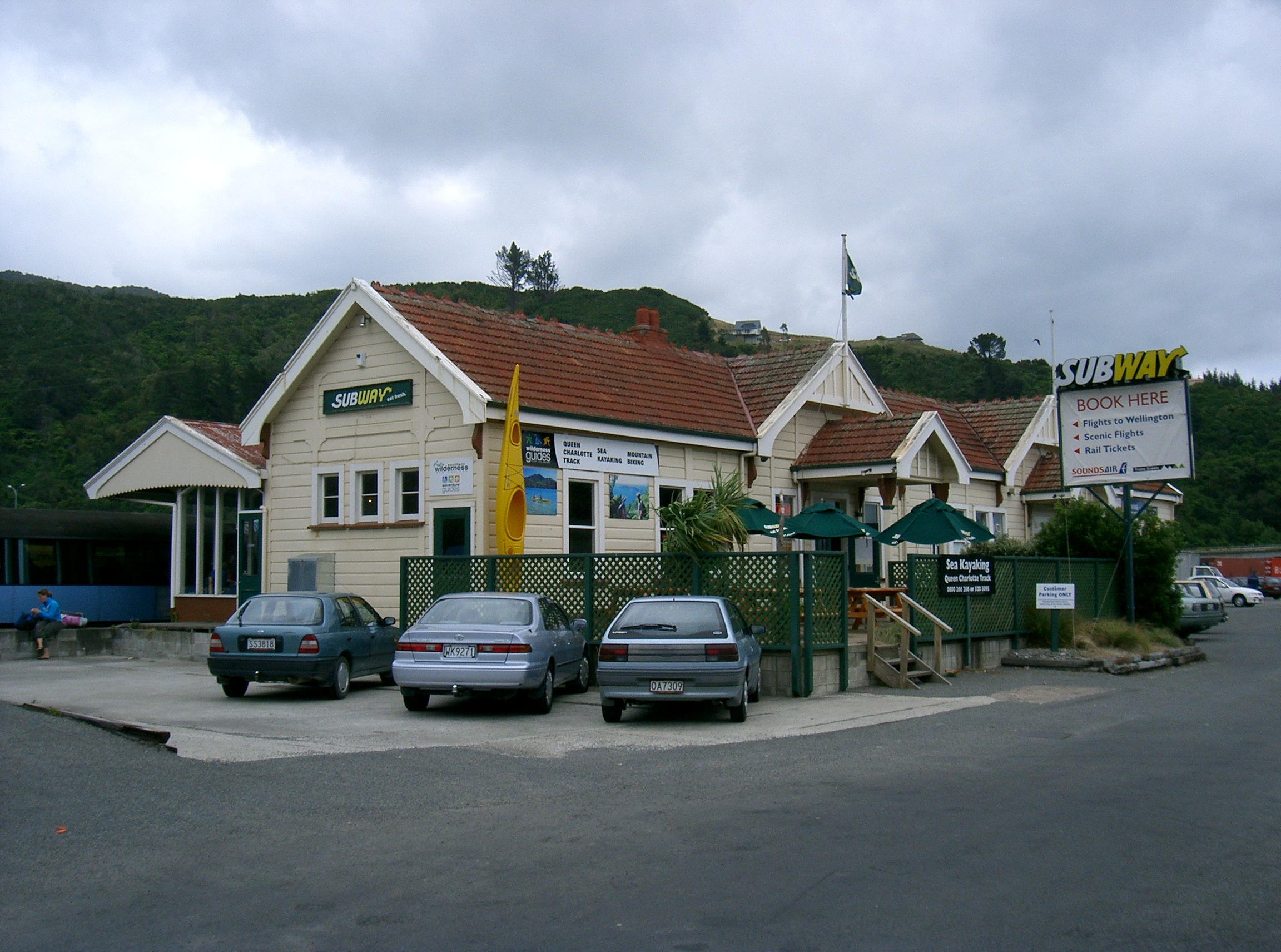
Empfangsgebäude Picton

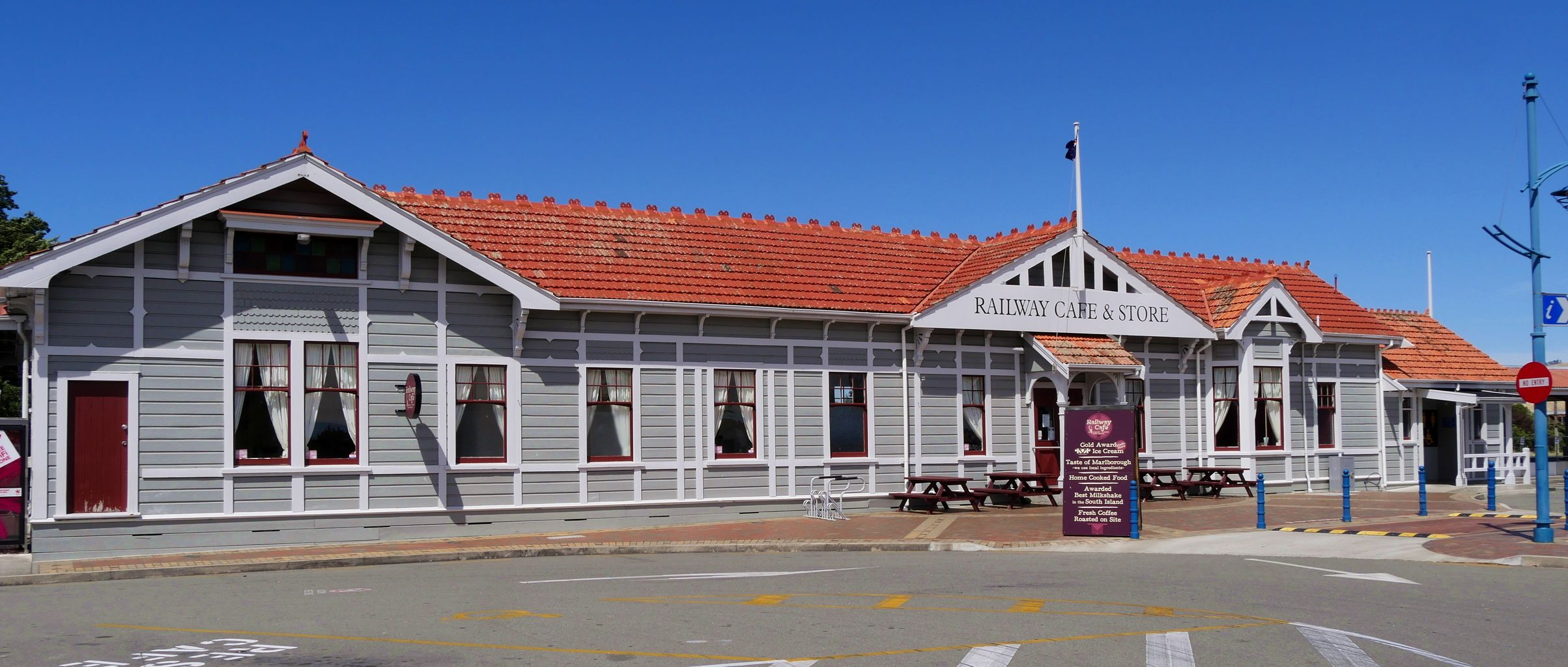
Empfangsgebäude Blenheim

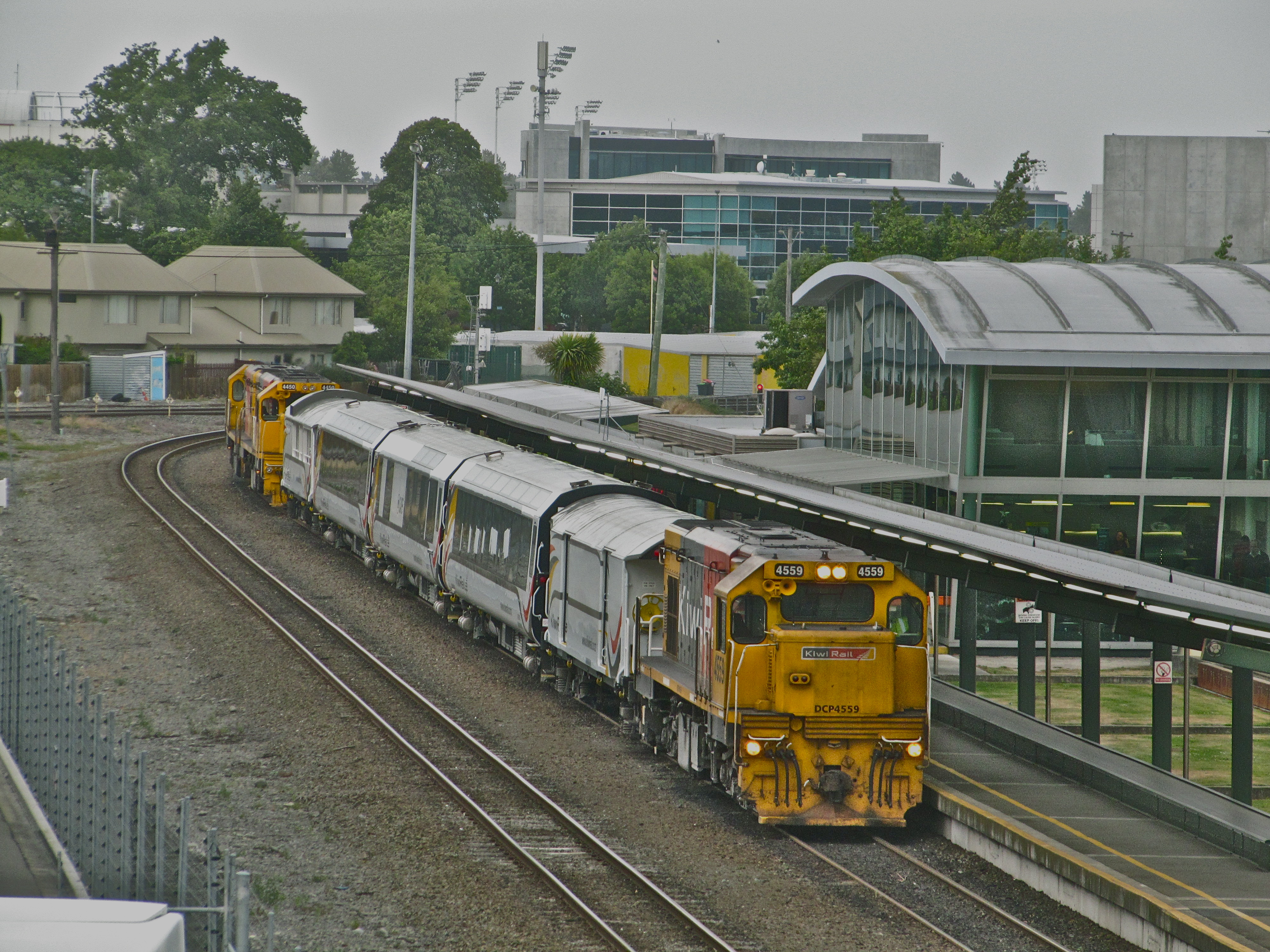
Bahnhof Christchurch mit dem Coastal Pacific – links im Hintergrund die Bahnstrecke Lyttelton–Invercargill

Ein Vorschlag für eine Strecke zwischen Christchurch und Blenheim wurde im April 1861 dem Marlborough Provincial Council vorgelegt. Noch im Oktober des gleichen Jahres verabschiedete das neuseeländische Parlament den Picton Railway Act, der eine Strecke von Picton zum Wairau River unter der Bauherrschaft des Marlborough Provincial Council genehmigte. Diese Konzession führte jedoch nicht zu einem Baubeginn.
In den 1870er Jahren erweiterten die Canterbury Provincial Railways (CPR), ihr zunächst in Breitspur von 1600 mm errichtetes Streckennetz von Christchurch aus über Kaiapoi und Rangiora nach Norden und erreichten 1876 Amberley und 1880 Waipara. 1876 wurde die CPR verstaatlicht und bis 1878 deren Streckennetz auf Kapspur (1067 mm) umgespurt.
1870 verkündete Julius Vogel, damals Finanzminister Neuseelands, seine „Great Public Works Policy“. Im Norden, im Marlborough District, wurde die Strecke von Blenheim nach Picton im Rahmen dieses Konjunkturprogramms gebaut. Sie wurde durch den Railways Act, 1870, genehmigt und sollte danach 3500 £ pro Meile kosten.

### Weiterbau
In den 1880er Jahren gerieten die Arbeiten ins Stocken, da eine königliche Kommission, die die neuseeländischen Eisenbahnen untersuchte, der Meinung war, dass eine Hauptstrecke entlang der Ostküste verfrüht, aber möglicherweise in der Zukunft notwendig sei. Im Gegensatz dazu argumentierten die regionalen Akteure in Canterbury, Marlborough, Nelson und an der Westküste jeweils im Sinne von Streckenvarianten, die ihren Interessen am besten entsprachen. Canterbury trieb seine „Great Northern Railway“ langsam voran und erreichte 1882 Waikari. Ebenfalls 1882 wurde die Middle Island Railway Extension Commission gegründet, um Vorschläge für eine Strecke nördlich der aktuellen Betriebsspitze der von Christchurch ausgehenden Strecke zu prüfen. Die Interessenvertreter in Marlborough favorisierten den Vorschlag einer Strecke entlang der Ostküste und begannen einen entsprechenden Ausbau der Bahnstrecke südlich von Blenheim. Die Vertreter des Canterbury District waren unentschlossen, nachdem ihre Bahn 1886 Culverden, weiter im Landesinneren, erreicht hatte, ob eine Küsten- oder Inlandsvariante beim Weiterbau zu bevorzugen sei. In diesen Diskussionen blieb der Weiterbau etwa 15 Jahre lang stecken. Erst zu Beginn des 20. Jahrhunderts wurde parallel zur Küste nördlich von Waipara weitergebaut. 1902 war Scargill, 1905 Ethelton, 1907 Domett und 1910 Cheviot angeschlossen. 1912 wurde die Strecke mit einer 706 Meter langen Brücke über den Waiau Uwha River nach Parnassus eröffnet. In den nächsten zwei Jahren schritten die Arbeiten von Parnassus aus weiter nach Norden voran. Der Ausbruch des Ersten Weltkriegs führte zu einem Baustopp und bereits verlegter Oberbau jenseits von Parnassus wurde zurückgebaut, um das Material anderweitig zu verwenden.

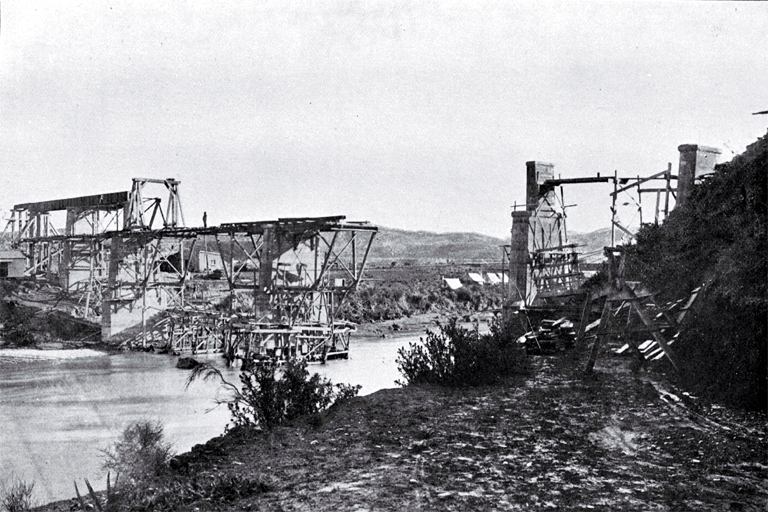
Brücke über den Waipara während des Baus 1904

Die bestehende Strecke im Marlborough District wurde von Blenheim aus nach Süden verlängert und erreichte 1902 Seddon und 1911 Ward. Bis zum Ausbruch des Ersten Weltkriegs erreichte die Strecke Wharanui. Auch hier erfolgte ein Baustopp.
In den 1920er Jahren gab es keine Fortschritte beim Bau. Erneut stritten verschiedene Interessengruppen, Regierungen und Experten um das weitere Vorgehen. Auch die Diskussion um den Bau entlang der Küste oder weiter im Inland wurde erneut geführt. Die Verlängerung von Parnassus aus setzte sich dann durch, so dass in den späten 1920er Jahren der Bau der Küstenlinie wieder aufgenommen wurde, allerdings bald unterbrochen von der Weltwirtschaftskrise. Der öffentliche Druck für eine Wiederaufnahme der Arbeiten war aber groß, und als sich die Wirtschaft 1936 zu erholen begann, erteilte die Regierung den Auftrag, die Strecke in vier Jahren fertigzustellen. 1939 wurde die Strecke bis Hundalee eröffnet. Nun aber kam der Zweite Weltkrieg dazwischen und verzögerte das Projekt weiter. Diesmal wurde der Bau allerdings auch während des Krieges fortgesetzt. Es dauerte aber bis 1945, dass sich die von Norden und von Süden kommenden Baustellen in Kaikoura trafen. Am 15. Dezember 1945 wurde der durchgehende Betrieb eröffnet.

### Erdbeben
Die Strecke erlitt Schäden bei dem Christchurch-Erdbeben vom Februar 2011. Nach dem Kaikoura-Erdbeben am 14. November 2016 wurde die Strecke wegen umfangreicher Erdrutsche und Schäden an 60 Stellen – auch an Brücken und Tunneln – gesperrt, wobei ein Güterzug nördlich von Kaikōura liegen blieb und erst im August des folgenden Jahres geborgen werden konnte. Die Strecke zwischen Picton und dem Güterbahnhof Spring Creek wurde weiter betrieben, um den Umschlag von Gütern von den Interislander-Fähren auf die Straße und umgekehrt zu ermöglichen. Der Streckenabschnitt von Spring Creek südlich bis zum Lake Grassmere/Kapara Te Hau wurde am 16. Januar 2017 wiedereröffnet. Die Arbeiten zur Wiederherstellung der Strecke wurden am 8. August 2017 abgeschlossen, und ein eingeschränkter Güterverkehr am 15. September 2017 wieder aufgenommen.

### Bauliche Besonderheiten

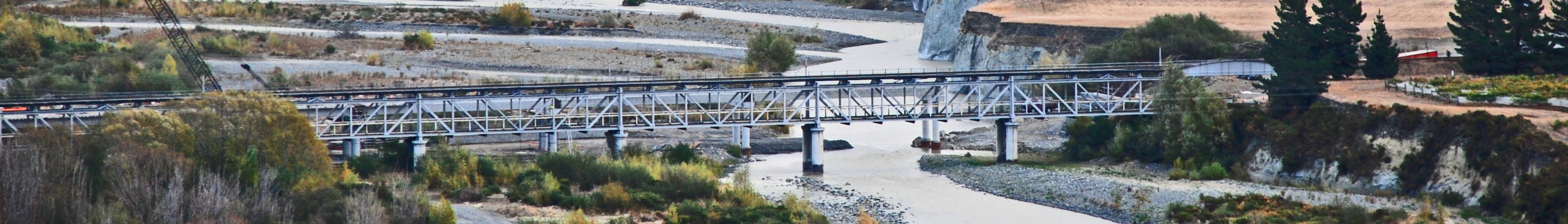
Doppelstockbrücke über den Awatere River bei Seddon: Oben Bahn, unten Straße

Bei Seddon quert die Strecke den Awatere River auf der oberen Ebene einer doppelstöckigen Brücke, während die Straße die untere Ebene einnahm. Für den Straßenverkehr wurde im Oktober 2017 eine neue Brücke in Betrieb genommen.

### Nebenstrecken
Im Gegensatz zur Bahnstrecke Lyttelton–Invercargill zweigten nur wenige Nebenstrecken von der Bahnstrecke Christchurch–Picton ab. Das waren die
- Bahnstrecke Kaiapoi–Benetts Junction (Eyreton Branch), 1954 geschlossen,
- Bahnstrecke Rangiora–Sheffield (Oxford Branch), stillgelegt 1959, und
- Bahnstrecke Waipara–Waiau (Waiau Branch), öffentlicher Verkehr 1978 aufgegeben, touristischer Verkehr der Weka Pass Railway.[Anm. 5][7]

### Vorhaben
1960 begannen die Arbeiten an einer Strecke, die Nelson und Blenheim verbinden sollte. Ein Regierungswechsel führte zu einer Änderung der Prioritäten und das Projekt wurde gestoppt.
Im November 2018 kündigte Premierministerin Jacinda Ardern an, dass Kiwi Rail 40 Mio. NZ$ aus dem „Provincial Growth Fund“ erhalten soll, unter anderem um die Bahnhöfe Kaikōura, Blenheim und Picton zu modernisieren.
Im Juli 2019 begannen Bauarbeiten, um die Strecke im Bereich des Tar Barrel-Tunnels nördlich von Wharanui zu begradigen.

## Betrieb

### Personenverkehr

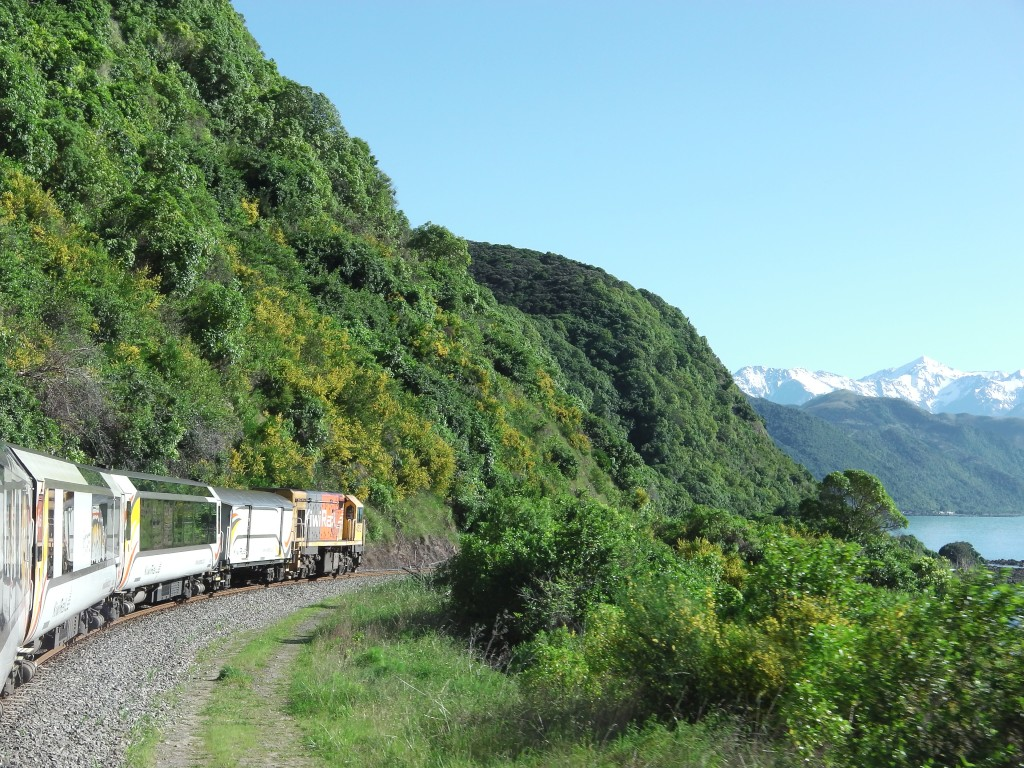
Coastal Pacific bei Kaikoura

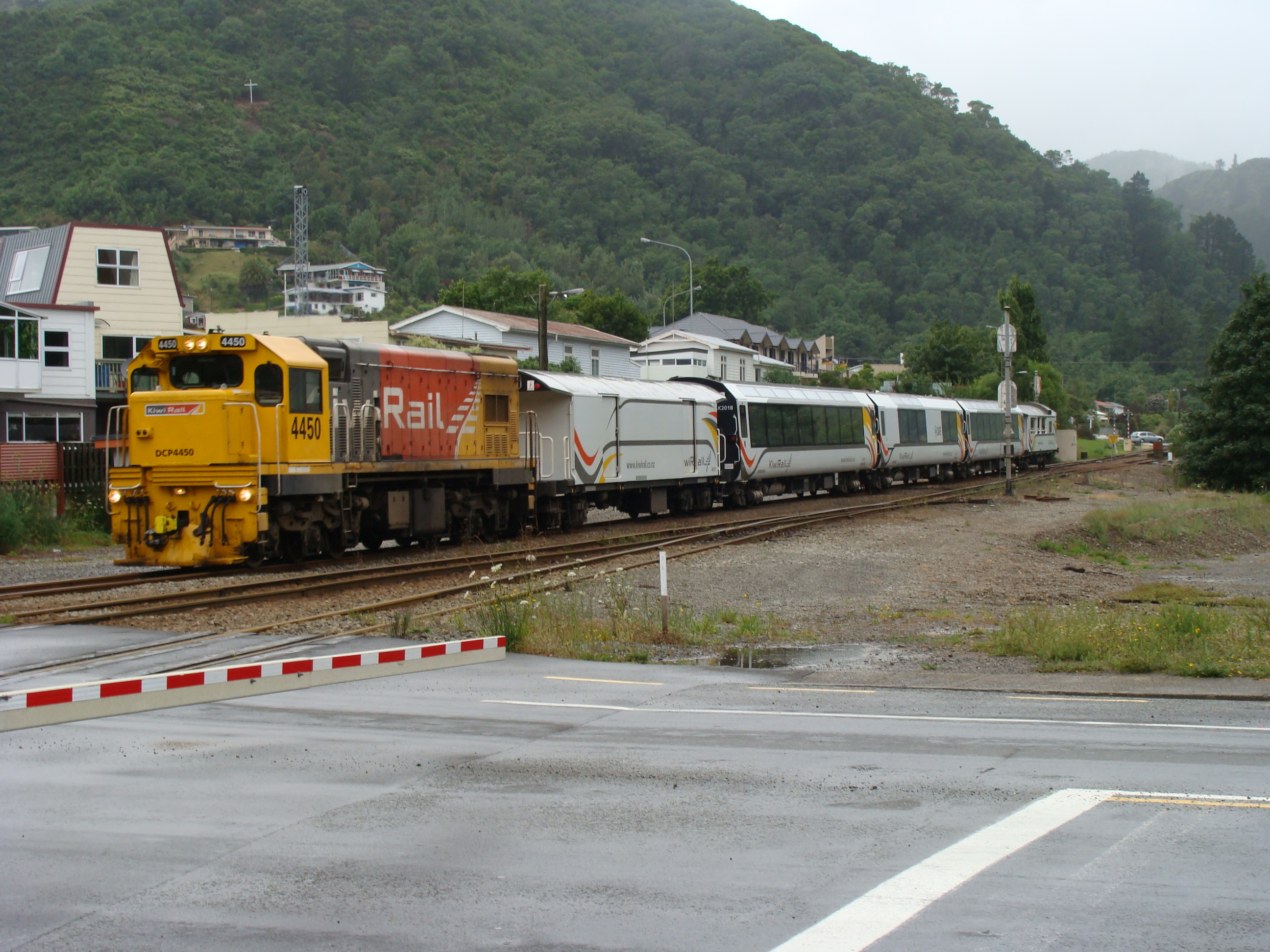
Coastal Pacific

Vor der Verbindung des nördlichen und südlichen Teils der Strecke war der Culverden Express der wichtigste Personenzug. Er fuhr in der Verbindung Christchurch–Culverden. Im Bahnhof Waipara zweigte er von der Küstenstrecke auf die Bahnstrecke Waipara–Waiau ab. Die Kurswagen nach Parnassus wurden ebenfalls hier umgestellt. Außer diesem Hauptzug befuhren noch langsamere gemischte Züge die Strecke. Als die Strecke nach Waiau 1919 diesen Endbahnhof erreichte, verkehrten zwei Personenzüge täglich bis Culverden und dreimal wöchentlich bis Waiau. Erst Mitte der 1920er Jahre wurde Parnassus zum primären Endbahnhof und Culverden wurde mit Kurswagen bedient. Auf dem südlichen Abschnitt der Strecke verkehrten zwischen Christchurch und Rangiora auch Züge, die ihre Fahrt von Kaiapoi über die Bahnstrecke Kaiapoi–Benetts Junction (Eyreton Branch) und von Rangiora über die Bahnstrecke Rangiora–Sheffield (Oxford Branch) fortsetzten.
Nachdem die Strecke 1945 durchgängig befahren wurde, verließ der Picton Express Christchurch um 8.25 Uhr und erreichte Picton um 16.35 Uhr, über 2 Stunden schneller als die vorherigen Verbindungen. Nur während der Ferien verkehrte der Zug anfangs an 6 Tagen in der Woche, ansonsten galt ein – kriegsbedingter – kohlensparender Fahrplan mit drei Fahrten pro Woche. Ab 1956 ersetzten Dieseltriebwagen der Baureihe RM mit 88 Sitzplätzen die bis dahin noch mit Dampflokomotiven bespannten Züge, die an 6 Tagen in der Woche zwischen Christchurch und Picton verkehrten und die Fahrzeit bei 34 Halten auf 7 Stunden und 1959 auf 6:40 Stunden bei 23 Halten reduzierten. Ab dem 5. Dezember 1977 wurden wieder lokomotivbespannte Züge eingesetzt und die Fahrzeit bis 1982 auf 6 Stunden reduziert.

Der landschaftliche Reiz der Strecke, vor allem die Fahrt durch das Kaikōura-Gebiet, führte ab 1988 zum Einsatz eines auf den Verkehr mit Touristen zielenden Zuges, der wechselweise unter den Bezeichnungen Coastal Pacific und TranzCoastal verkehrte. 
Im Sommer 1994/1995 verkehrte der Lynx-Express nach einem strafferen Fahrplan, um den Anschluss an den Lynx-Schnellfährdienst zu erreichen. Er war kein Erfolg und der Zug verkehrte in den folgenden Sommern nicht mehr.
Im November 2018 kündigte Premierministerin Jacinda Ardern an, Kiwi Rail 40 Mio. NZ$ aus dem „Provincial Growth Fund“ erhalte, unter anderem auch um einen ganzjährigen Fahrplan auf der Strecke anbieten zu können.

### Güterverkehr

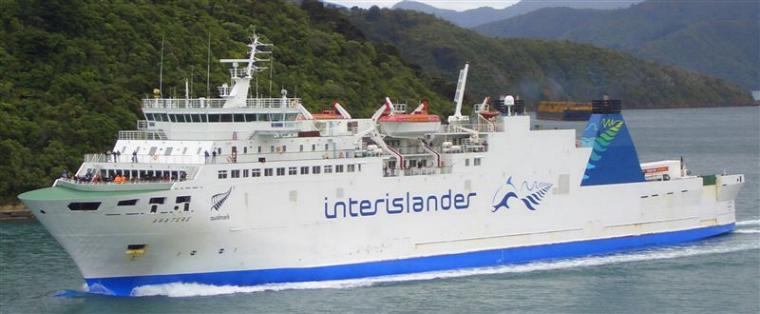
Anschluss zur Nordinsel: Interislander-Fähre

1919 verkehrte ein Güterzug pro Tag zwischen Christchurch und Culverden bis Waipara über die Strecke.
Der Güterverkehr stieg von 15 Zugpaaren pro Woche 1952 auf 29 im Jahr 1988 und 36 im Jahr 2001. Vor dem Kaikoura-Erdbeben 2016 wurden hier insgesamt etwa eine Million Tonnen pro Jahr befördert.
Von 1946 bis 1983 wurde Schienengüterverkehr zwischen dem Flughafen Woodbourne (südwestlich von Blenheim) und Paraparaumu (westlich von Wellington) per Luftfracht befördert, ab 1951 durch Straits Air Freight Express. Nach der Aufnahme des Trajektverkehrs der Interislander-Fähren zwischen Picton und Wellington 1962 ging dessen Aufkommen zurück.
Ein 1994 unternommener Versuch, Güterverkehr zwischen Auckland und Christchurch zurückzugewinnen, indem eine Fahrt innerhalb von 24 Stunden angeboten wurde, bestand nur wenige Jahre. 2012 lag der Anteil der Schiene an diesem Verkehr bei 28 %, der der Straße bei 57 % und der des Schiffs bei 15 %.

## Kuriosa
Das Staatsbauamt (Public Works Department) benannte entlang der neu gebauten Strecke die Bahnhöfe: 1914 sollte ein Bahnhof südlich des Flusses Ure nach dem örtlichen Parlamentsabgeordneten „Mills“ benannt werden. Das aber stieß auf örtlichen Widerstand. Als ein örtliches Komitee sich nicht auf einen alternativen Namen einigen konnte, vereinbarten die Anwesenden, als Bahnhofsnamen die ersten Worte zu verwenden, die ein zu spät erscheinendes Mitglied aussprechen werde. Als der Vorsitzende ihm bei seiner Ankunft die Entscheidung mitteilte, war seine unmittelbare Antwort „No! Not I“ („Nein! Nicht ich“). So wurde No Noti, später Nonoti, offiziell die Bezeichnung des Bahnhofs.